# Anja Byrial Hansen
Anja Byrial Hansen (n. 1 noiembrie 1973, Horsens, Vejle Amt, Danemarca) este o handbalistă ce a reprezentat Danemarca, medaliată olimpică. A participat la o ediție a Jocurilor Olimpice (1996) în care a câștigat o medalie de aur.